# ساکی ناکاجیما (خواننده)
ساکی ناکاجیما (انگلیسی: Saki Nakajima؛ زادهٔ ۵ فوریهٔ ۱۹۹۴) خواننده، و بازیگر اهل ژاپن است.